# 37
37 (XXXVII) je bilo navadno leto, ki se je po julijanskem koledarju začelo na torek.

## Dogodki
- Kaligula postane rimski cesar.

## Smrti
- Tiberij, rimski cesar (* 42 pr. n. št.)
- Marobod, kralj Markomanov in Kvadov (* 35 pr. n. št.)